# Nou Mèxic
Nou Mèxic (New Mexico, en anglès; Nuevo México, en castellà) és un estat dels Estats Units d'Amèrica, està situat al sud-oest del país. Fa frontera amb Mèxic al sud, Texas al sud-est i l'est, Oklahoma al nord-est, Colorado al nord i Arizona a l'oest, a més de Utah, puntualment al nord-oest (Four Corners).
Com que abans de formar part dels Estats Units havia estat una província de Mèxic té una gran part de la seva població de parla hispana.

## Orografia
Comprèn la part sud de les muntanyes Rocoses i una part de l'altiplà del Colorado; és molt accidentat, amb altituds superiors als 3 000 m. El sector sud-est és constituït pel Llano Estacado. El seu clima és semiàrid. El Río Bravo, el més important, travessa l'estat de nord a sud, juntament amb el Canadian i el Pecos.

## Població
La densitat de població és de les més baixes dels EUA (uns 5 h/km²), però el creixement demogràfic és ràpid, i més del 65% de la població és urbana. Segons el cens dels EUA del 2000 hi havia censats a l'estat 34.343 afroamericans (1,9%) 194.631 amerindis nord-americans (10,5%). Les principals tribus són els navahos (106.807), pueblo (40.098), apatxes (8.046), cherokees (4.492), sioux (1.579) i choctaw (1.382).
Segons el mateix cens, els idiomes més parlats són: 1.072.947 anglès (63,49%), 485.681 castellà (28,74%), 68.688 navaho (4,07%), 9.000 keres, 7.871 alemanys, 4.500 zuni, 4.332 francès, 2.983 xinès, 2.650 tiwa, 1.300 tewa, 1.300 towa i altres.

## Història
El territori fou explorat per Álvaro Núñez Cabeza de Vaca el 1536 i per Francisco Vázquez de Coronado el 1540, el territori fou colonitzat per Juan de Oñate el 1598, malgrat l'oposició dels indígenes. Al segle xviii la colonització fou essencialment a càrrec dels franciscans, fet que provocà enfrontaments amb les autoritats civils. Una revolta dels "pobles indígenes" (1680-92) fou vençuda pel capità general Diego de Vargas, però els conflictes amb els nadius i els francesos veïns persistiren. El 1821 passà a formar part de Mèxic; però, envaït en 1846-48 pels estat-unidencs, fou cedit als EUA pel tractat de Guadalupe-Hidalgo i el 1850 n'esdevingué territori. Els confederats l'envaïren temporalment el 1862 i després de la Guerra civil americana els apatxes i navahos renovaren llur resistència fins al 1885. La construcció del ferrocarril el 1878 significà una ràpida expansió de la ramaderia, la mineria i fins i tot l'agricultura a les vores del riu Pecos. El 1912 esdevingué l'estat 47 de la Unió. Les mines de potassa i el petroli rellançaren l'economia des del 1930, i s'hi afegiren les activitats militars i nuclears des del 1945.

## Vegeu també

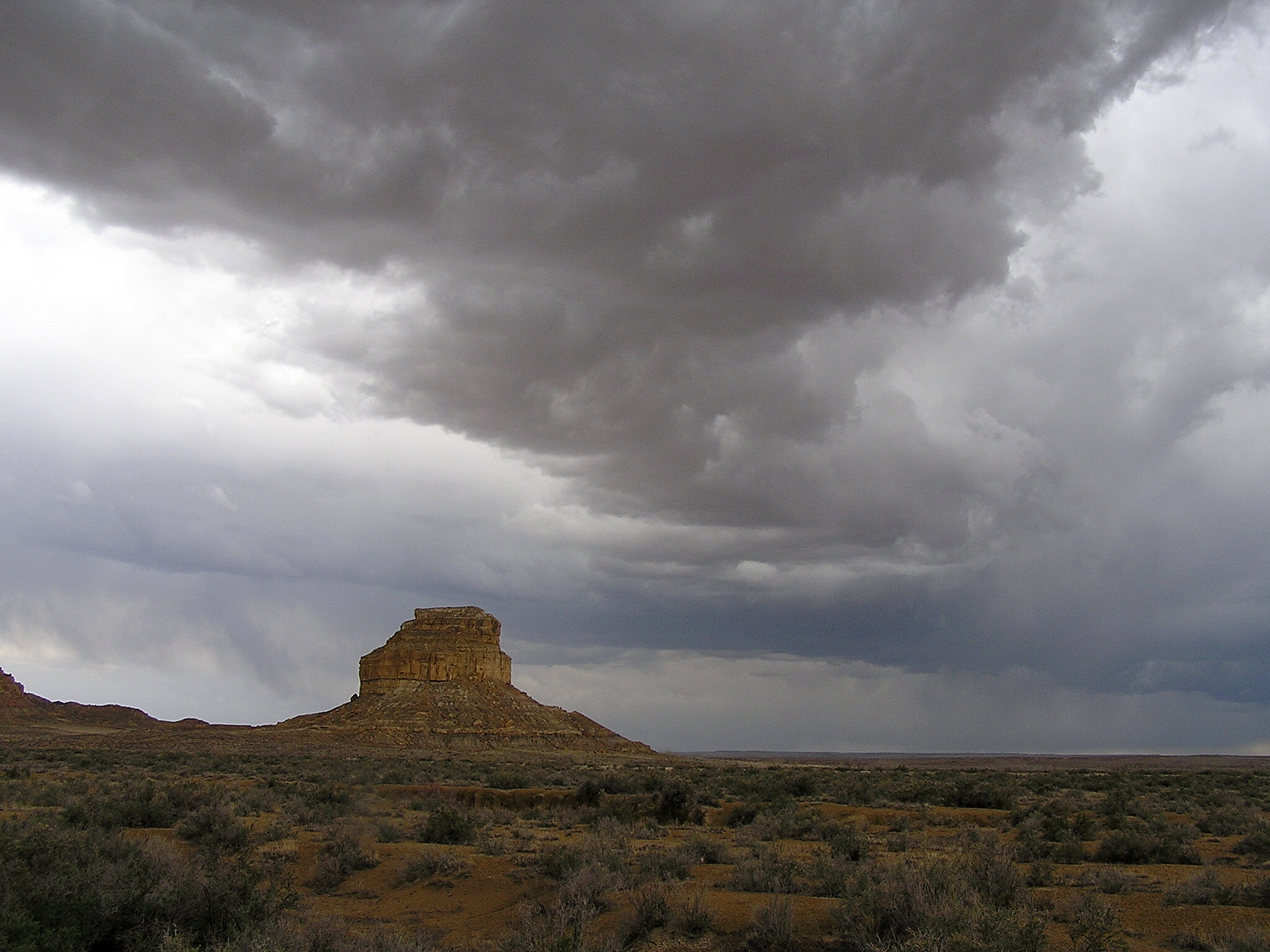
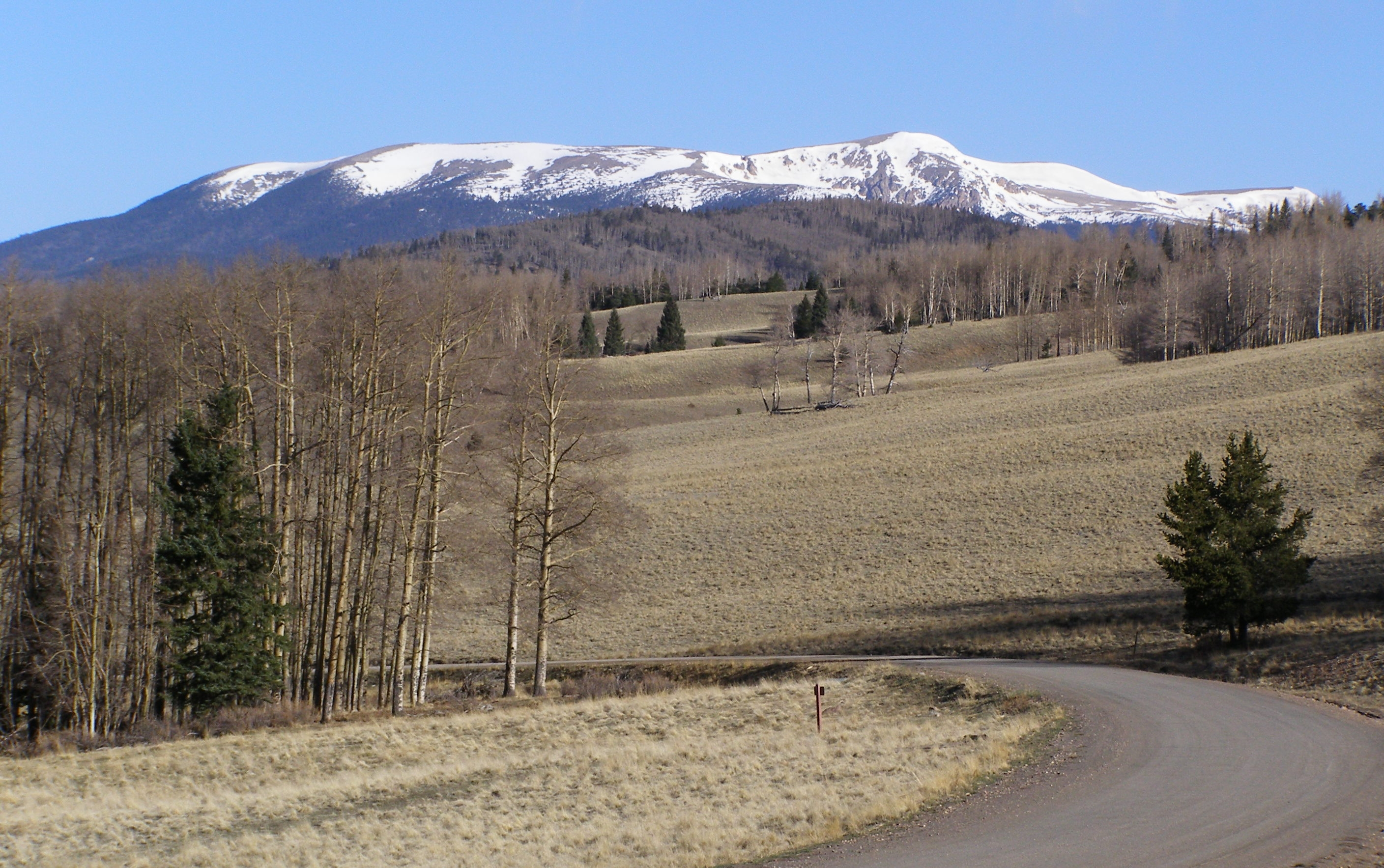
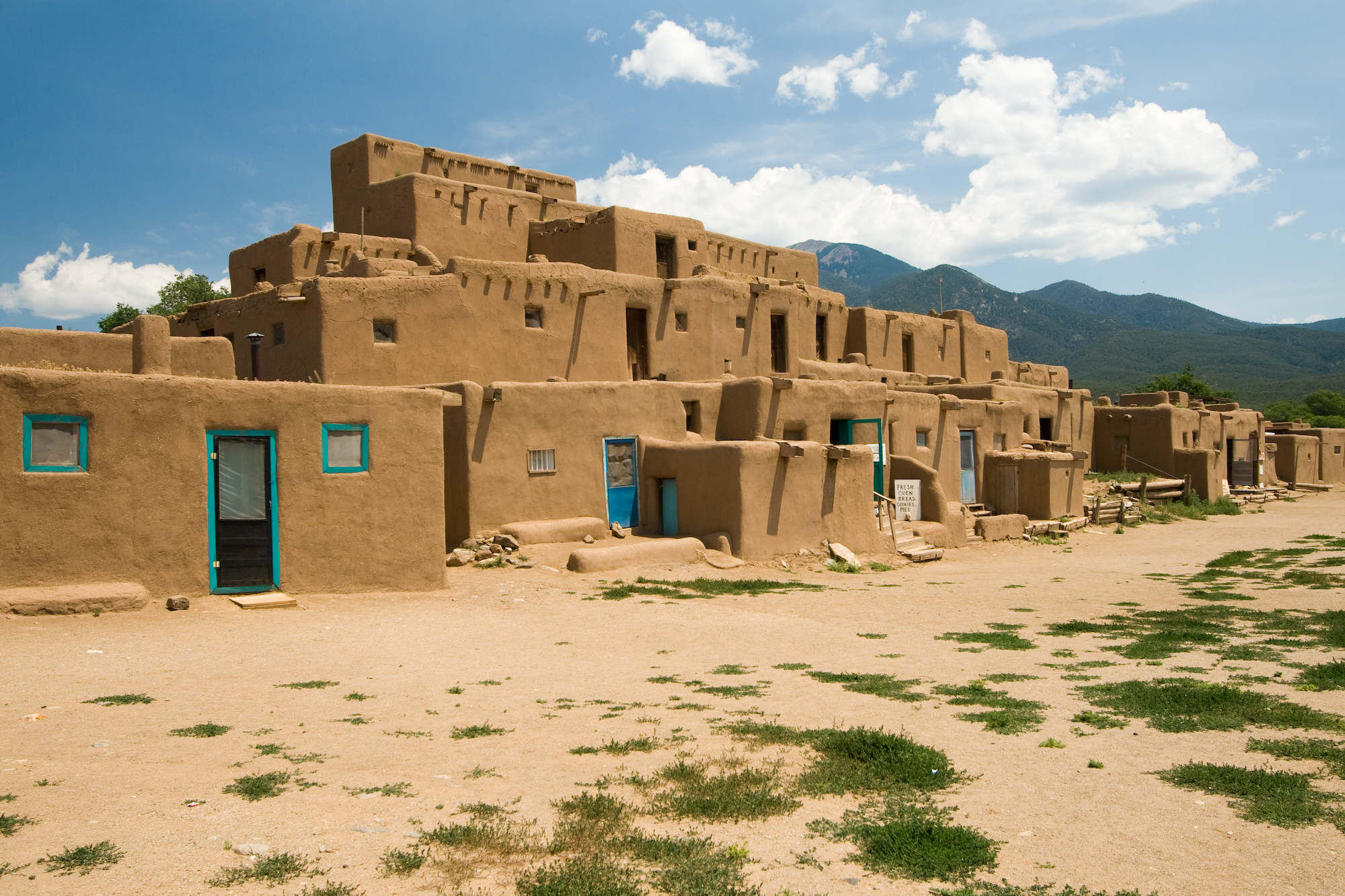